# Шульженко, Александр Александрович
Александр Александрович Шульженко (9 октября 1935, Киев — 1 апреля 2024) — советский и украинский учёный в области синтеза и спекания сверхтвёрдых материалов, член-корреспондент Национальной академии наук Украины, доктор технических наук, профессор, заслуженный изобретатель УССР (1980).

## Биография
А. А. Шульженко родился 9 октября 1935 года в городе Киеве, где прошли его детские, юношеские годы и вся дальнейшая жизнь. Его отец, Шульженко Александр Константинович, и мать, Кравченко Ефросиния Фёдоровна, были рабочими. Отец в 1939 году был призван в ряды Советской Армии, участник войны. В 1945 г. — погиб на фронте. Все заботы о воспитании двух детей легли на плечи матери, Ефросинии Фёдоровны.
В 1954 году А. А. Шульженко окончил среднюю школу № 8 г. Киева и был призван на службу в ряды Советской Армии, служил в Заполярье. За проявленную настойчивость, творческий подход к освоению техники и отличную боевую подготовку был сфотографирован у развёрнутого Знамени дивизиона. В 1956 году, после окончания службы в армии, поступил работать на Киевский завод опытного инструмента разнорабочим, затем освоил работу в цехе на установке ТВЧ.
В 1964 году без отрыва от производства окончил Киевский политехнический институт по специальности «Технология машиностроения, металлорежущие станки и инструмент». С 1959 года до своей смерти работал в Институте сверхтвёрдых материалов им. В. Н. Бакуля НАН Украины, где прошёл путь от старшего инженера до заведующего отделом.
В октябре 1961 года коллектив Института сверхтвёрдых материалов рапортовал XXII съезду КПСС о выпуске первых 2000 карат синтетических алмазов. И уже 1963 г. за активное участие в создании промышленной технологии синтеза алмаза Шульженко Александр Александрович награждён орденом «Знак Почёта».
В 60—70-е годы А. А. Шульженко совместно с коллегами создал гамму алмазных шлифпорошков (АСО, АСР, АСВ, АСК, АСС, АСТ) с широким диапазоном физико-механических и эксплуатационных свойств (прочность, хрупкость, форма и удельная поверхность зерна, способность к самозатачиванию и др.). При его активном участии все разработанные технологии получения синтетических алмазов были внедрены на крупнейших заводах алмазной отрасли в Полтаве, Ереване, Львове, Бориславе и Ташкенте.
Исследования А. А. Шульженко по изучению кинетики кристаллизации алмазов и установлению факторов, вызывающих изменение давления в аппарате высокого давления в процессе синтеза, легли в основу разработок по усовершенствованию технологии процесса синтеза и созданию новых конструкций аппаратов высокого давления (АВД). Некоторые АВД и в настоящее время эффективно работают на крупнейшем в Европе Полтавском заводе искусственных алмазов и алмазного инструмента, а также на специализированных заводах в России.
Члену-корреспонденту НАН Украины А. А. Шульженко принадлежат приоритетные и признанные в научной мировой литературе теоретические и экспериментальные результаты по установлению механизма образования алмазов и использованию в процессах синтеза новых нетрадиционных растворителей углерода. А. А. Шульженко работал над этими вопросами, начиная с 60-х годов. В его первых публикациях показано, что кристаллиты графита являются источниками центров кристаллизации и способствуют образованию множества мелких монокристаллических алмазов с высокой абразивной способностью. При использовании для синтеза алмазов сплавов-растворителей, не содержащих углерод, количество центров кристаллизации уменьшается, что способствует образованию крупных кристаллов и в большем количестве. На базе этих исследований разработаны два высокоэффективных способа получения монокристаллических алмазов — крупных и мелких.
А. А. Шульженко в своих публикациях представил новый взгляд на механизм образования алмазов. Он показал, что в качестве растворителя углерода можно использовать не только переходные металлы, но и Mg, Zn, Cu и др., способных в условиях высоких давлений и температур расплавлять углерод и обеспечивать необходимое пересыщение расплава. Установлено, что не все расплавы, интенсивно смачивающие графит и алмаз и имеющие низкие значения межфазной энергии, оказывают благоприятное влияние на процесс синтеза. Интенсивное карбидообразование на границе раздела графит-расплав и недостаточное количество растворённого углерода могут оказывать отрицательное влияние на процесс образования алмаза.
В основу перспективного поиска новых нетрадиционных растворителей, не содержащих переходных металлов, используемых в процессе синтеза алмаза, А. А. Шульженко были положены представления о влиянии высоких давлений на увеличении растворимости углерода в расплавах. Экспериментальными исследованиями им впервые в мировой практике были установлены новые растворители углерода, обеспечивающие эффективный синтез алмаза, такие как, магний, цинк, медь, оксиды, карбиды, карбонаты, гидроксиды щелочных и щелочноземельных материалов и ряд других. Разработанные способы синтеза запатентованы в США, ФРГ, Франции, Японии, Италии, Бельгии и других странах. Доказано, что использование некоторых типов нетрадиционных растворителей позволяет увеличить скорость роста кристаллов алмаза на порядок (при одинаковом количестве) по сравнению со скоростью роста в системе, содержащей переходные металлы. Совместно с коллегами А. А. Шульженко построены диаграммы плавкости Mg-C, Zn-C, Zn-Mg-C при высоких давлениях. Выполненная в 1978 году А. А. Шульженко кандидатская диссертация на тему «Исследование степени превращения графита в алмаз и прочность металлов, синтезируемых в различных условиях» принесла ему широкое признание специалистов в области синтеза сверхтвёрдых материалов. Ряд научно-технических разработок, выполненных А. А. Шульженко в процессе исследований по теме кандидатской диссертации, были запатентованы в США, ФРГ, Франции, Италии, других странах и внедрены на заводах алмазной отрасли.
Развитие А. А. Шульженко современной теории синтеза алмазов, начатой работами О. И. Лейпунского, Л. В. Верещагина, В. Н. Бакуля, В. П. Бутузова, Ю. Н. Литвина, зарубежных исследователей — Бриджмена, Стронга, Банди и Бовенкерка, позволили более точно установить процесс образования природных алмазов.
Параллельно с работами по синтезу алмаза, начиная с 1963 г., А. А. Шульженко целенаправленно работает над созданием способа синтеза и технологий производства кубического нитрида бора (КНБ). Им лично был изобретён способ химической очистки кубического нитрида бора, который и сейчас используется на всех специализированных заводах стран СНГ.
Совместно с коллегами установлен механизм влияния легирующих добавок бора и фосфора на физико-механические свойства кристаллов кубического нитрида-бора, впервые установлены активирующие добавки такие, как галогенсодержащие соединения и др.,способствующие снижению параметров процесса синтеза и повышению прочности кристаллов КНБ.
Разработан способ синтеза «янтарного» термостойкого кубического нитрида бора, а также создан и внедрён технологический процесс получения инициатора превращения — нитрида лития. Разработанная техника и аппаратура для создания высоких давлений и температур была использована по просьбе и с участием сотрудников Института геологии и геохимии горючих ископаемых НАН Украины для исследований синтеза углеводородных систем из минеральных исходных веществ. Результаты этих экспериментов впервые подтвердили гипотезу глубинного происхождения нефти. В 1984—1988 годах А. А. Шульженко являлся одним из главных участников выполнения ответственного государственного задания по разработке и внедрению алмазно-твердосплавных пластин (АТП) в соответствии с постановлением Совета Министров СССР № 121 «Создание и организация производства новых видов высокопроизводительных буровых долот и коронок». Постановление Совета Министров было успешно выполнено, а технология производства АТП принята Государственной межведомственной комиссией и внедрена на Львовском заводе искусственных алмазов и на Опытном заводе ИСМ НАН Украины, которые производили и выпускали АТП в необходимых для страны объёмах.
В 80—90-х годах в институте под руководством А. А. Шульженко развивались работы по созданию и применению поликристаллических материалов на основе кубического нитрида бора. В результате проведённых исследований по спеканию микропорошков кубического нитрида бора с активирующими добавками был создан совместно с коллегами новый композиционный материал — киборит и широко внедрён при механической обработке закалённых сталей и чугунов.
Все НИР под руководством А. А. Шульженко завершались, как правило, новыми разработками, приоритет которых закреплён 143 авторскими свидетельствами и 136 патентами. В 1990 году он успешно защитил докторскую диссертацию на тему «Научные основы синтеза алмазов с заданными физико-механическими свойствами» по специальности 05.02.01. — материаловедение в машиностроении. Основные положения диссертации опубликованы в 224 работах. В работе им впервые была определена связь минимальной температуры синтеза алмаза с температурой плавления стабильных эвтектик и перетектик в системах металл-углерод, что позволило установить механизм синтеза алмазов в различных условиях и системах. большое научное значение имеет предложенный им совместно с коллегами способ определения краевого угла смачивания металлическими расплавами твёрдой поверхности различных веществ при давлении от 3 до 10 ГПа и температуре от 1200 до 2800 градусов по Цельсию методом покоящейся капли. Благодаря разработанному способу А. А. Шульженко совместно с коллегами выполнены исследования, направленные на определение краевых углов смачивания графита расплавами металлов и сплавов в области термодинамической стабильности алмаза. Эти данные могут быть использованы для оценки поверхностного натяжения на межфазной границе графит (алмаз)-расплав.
С 1990 по апрель 1993 года А. А. Шульженко работал научным руководителем лаборатории «Тридиал» в Техническом Университете в г. Будапеште (Венгрия). За это время под его руководством и непосредственном участии был выполнен ряд научно-исследовательских работ по синтезу алмазов в аппарате типа «Бэлт». Полученные результаты исследований опубликованы в ведущих европейских научных журналах.
В 1997 году А. А. Шульженко был избран членом-корреспондентом НАН Украины по специальности «материаловедение». На протяжении многих лет А. А. Шульженко является бессменным членом комиссии ИСМ им. В. Н. Бакуля НАН Украины по приёму кандидатских экзаменов по специальности 05.02.01 — материаловедение и вступительных экзаменов в аспирантуру. В 2000 году А. А. Шульженко присвоено учёное звание профессора.
С 1998 года А. А. Шульженко являлся членом специализированного учёного совета по защите докторских диссертаций Д016.10.01 при Институте сверхтвёрдых материалов им. В. Н. Бакуля, членом учёного совета института, членом редколлегии научно-теоретического журнала «Сверхтвёрдые материалы».
А. А. Шульженко — лауреат Государственной премии УССР в области науки и техники (1981 г.) за разработку правящих роликов из синтетических алмазов повышенной прочности и их внедрение, лауреат Государственной премии Украины в области науки и техники (1996 г.) за создание высокопроизводительного абразивного инструмента на основе сверхтвёрдого кубического нитрида бора конкурентоспособного на мировом рынке, лауреат премии НАН Украины имени И. Н. Францевича за цикл работ «Синтез алмаза» (1996 г.), лауреат премии «Одиссей» международной академии «Контенант» за выдающиеся достижения в области высоких технологий. Награждён орденом «Знак почёта» (1963), медалью «За доблестный труд» (1970 г.), юбилейной медалью «В память 1500-летия Киева» (1982 г.), медалью «Ветеран труда», двумя бронзовыми, серебряной и золотой медалями ВДНХ. Заслуженный изобретатель УССР (1980).
В 2001 году за выдающиеся достижения в научно-исследовательской работе в области создания сверхтвёрдых материалов и подготовку научных кадров А. А. Шульженко отмечен Почётной Бакулевской медалью, учреждённой в год 40-летия института (2001 г.).
А. А. Шульженко выступал с лекциями и докладами в известных научных центрах мира — России, Венгрии, Германии, Франции, Китае. Им опубликовано более 470 работ, в том числе 7 монографий, 279 авторских свидетельств и патентов, из которых 114 патентов получены в 25 странах (США, ФРГ, Франции, Италии, Бельгии, Англии, Японии, Канаде и др.) по 12 изобретениям. Монография «Синтез алмаза» переиздана в Японии.

### Смерть
Умер 1 апреля 2024 года в возрасте 89 лет.